# Bethany Balcer
Bethany Balcer est une joueuse internationale de soccer américaine, née le 7 mars 1997 à Hudsonville (États-Unis), et évoluant au poste d'attaquante au Racing Louisville FC.

## Biographie

### Carrière en club
Bethany Balcer étudie à l'université de Spring Arbor, une petite université du Michigan qui fait partie de la NAIA, un championnat bien moins prestigieux que la NCAA. Elle ne se prédestine donc pas à une carrière professionnelle. Elle sera en effet la première joueuse de NAIA à évoluer en NWSL, puis avec l'équipe des États-Unis.
En 2019, elle est recrutée par le Reign, une franchise de NWSL. Pour sa première saison, elle est nommée Rookie de l'année. Elle reçoit comme récompense un bon d'achat de 50 $ à Chipotle, ce qui la fait réagir en demandant une convention collective pour les joueuses du championnat. En 2020 et 2021, elle est nommée dans la seconde équipe-type de l'année, et finit deuxième meilleure buteuse du championnat en 2021.

### Carrière en sélection
Bethany Balcer est appelée pour la première fois pour un stage de l'équipe américaine en octobre 2020.

## Vie personnelle
Bethany Balcer tient un blog sur lequel elle parle principalement de santé mentale et de sa foi catholique, poussant l'OL Reign à recruter une psychologue.

## Palmarès

### En équipe universitaire
Spring Arbor Cougars :
- NAIA National Champions (2) : 2015, 2017

### En club
Grand Rapids FC :
- UWS Championship (1) : 2017

 Seattle Sounders :
- WPSL (1) : 2018